# 372
Cette page concerne l'année 372  du calendrier julien. Pour l'année 372 av. J.-C., voir 372 av. J.-C. Pour le nombre 372, voir 372 (nombre).
L'année 372 est une année bissextile qui commence un dimanche.

## Événements
- 4 avril : Valens est à Séleucie (de Piérie ou d'Isaurie)[1].
- 13 avril : Valens est à Antioche[1].

- Printemps-été : Valentinien Ier passe le Rhin pour tenter d'enlever le roi des Bucinobantes Macrianus à Aquae Mattiacae, actuellement Wiesbaden. L'infanterie romaine, conduite par le magister peditum Sévérus rencontre des marchands d'esclaves, qui sont massacrés. Le magister equitum Théodose avance vers le camp de Macrianus sous la conduite de guides, mais l'indiscipline des troupes fait échouer l'expédition[2].
- Juin : concile de Cappadoce convoqué par Basile de Césarée à la suite de la division de la province par l’empereur Valens. L'évêque de Tyane, Anthime, s'étant proclamé métropolite, le conflit est résolu par la multiplication des évêchés. Peu avant Grégoire de Nazianze a été nommé par son ami Basile évêque de Sasimes, mais n’occupera pas le siège[3].

- Le magister militum de Valentinien Aequitius fait arrêter les travaux de fortification de la rive gauche du Danube (têtes de pont face à Brigetio et restauration du fort de Visegrád en amont d'Aquincum), à la suite des protestations des Quades[4].
- Firmus devenu chef de la tribu maure des Jubaleni après l'assassinat de son frère Zammac, se révolte contre le comte d'Afrique Romanus, qui ne lui permet pas de se justifier devant l'empereur Valentinien. Craignant une arrestation et une exécution sommaire, Firmus prend le titre d'Auguste et soulève toute la Maurétanie Césarienne (fin en 374)[5].
- Corée : Adoption du bouddhisme comme religion officielle du royaume de Koguryŏ et fondation d'une académie confucéenne pour former les fonctionnaires du royaume (T'aehak) par le roi Sosurim[6],[7].

## Décès en 372
- Hilarion de Gaza à Chypre, initiateur de l’érémitisme en Palestine et en Syrie.